# Slave to the Grind (sång)
Slave to the Grind är titellåten från heavy metal-gruppen Skid Rows album med samma namn.
Låten släpptes som singel den 1 maj 1991 och skrevs delvis av alla bandets dåvarande medlemmar utom Scotti Hill och Rob Affuso. Den nådde plats 43 på Storbritanniens singellista. Trots att musikvideon visades en hel del på MTV, sålde inte singeln vidare bra i USA då den aldrig hamnade på den amerikanska singellistan.
Slave to the Grind är en av Skid Rows instrumentalt sett tyngsta låtar och har ofta räknats in i thrash metal-genren. Den rankades åtta över VH-1s lista för "40 Greatest Metal Songs".

## Låtlista
1. Slave to the Grind (Bach, Bolan, Snake) - 3:31
2. Creepshow (Affuso, Bolan, Hill) - 3:56
3. C'mon and Love Me (Kiss-cover) - 3:23
4. Beggar's Day (Bach, Bolan, Snake) - 4:03

## Banduppsättning
- Sebastian Bach - sång
- Dave "The Snake" Sabo - gitarr
- Scotti Hill - gitarr
- Rachel Bolan - bas
- Rob Affuso - trummor